# Deshayes de Marcére
Émile-Louis-Gustave Deshayes de Marcère (16 de março de 1828 - 26 de abril de 1918) foi um político francês. Sua atuação parlamentar, marcada por uma forte defesa das ideias republicanas contra as ideias monárquicas, contribuiu para fortalecer as instituições e descentralizar o poder, notadamente dando mais liberdade aos conselhos gerais e municipais.
Marcère foi deputado na Assembleia Nacional de 1871 a 1884. Em 1876 e 1878, foi Ministro do Interior, continuando no cargo por algumas semanas no ministério Waddington de 1879.
Em 1884, Marcère foi nomeado senador vitalício (senateur inamovible). Foi prefeito de Messei de 1892 a 1912, onde morreu em 1918. Na sua morte, foi o último senador sobrevivente vitalício da Terceira República.

## Publicações

### Monografias
- Politique d'un provincial, lettres d'un oncle à son neveu,[3] Charles Douniol libraire éditeur, Paris, 1869, 410 p.
- La République et les conservateurs, E. Lachaud, Paris, 1871, 110 p. disponível em Gallica
- Entretiens et souvenirs politiques...[I. 1892-1893 ; II. 1893-1894], Société des écrivains français, 2 vol. in-18, Paris, 1894.
- L'Assemblée nationale de 1871, [I. Gouvernement de M. Thiers - II. La Présidence du maréchal de Mac-Mahon], Plon, Nourrit et Cie, Paris, 1904-1907, 2 vol., 270 p. disponível em Gallica
- Histoire de la République, de 1876 à 1879... [1. De la fin de l'Assemblée nationale au;[4] 2. Le Seize mai et la fin du septennat[5]], Plon-Nourrit et Cie, 2 vol. in-16, Paris, 1908-1910, 288 p.
- Vision d’un siècle. Souvenirs d’un témoin, Plon, Paris, 1914, 302 p. disponível em Gallica

### Diários
- Le Cardinal de Bonnechose et la société contemporaine, Paris, Nouvelle Revue, 1887, 56 p.
- La Constitution de 1875, Paris, Nouvelle Revue Française, 1888, 45 p.
- La Question religieuse, Paris, Nouvelle Revue, 1891, 33 p.
- La Constitution et la constituante : lettre à M. Marcel Fournier, Paris, Revue politique et parlementaire, 1899, 23 p.

### Cartas, discursos e conferências
- Lettre aux électeurs à l'occasion des élections pour la Constituante, impr. de Vve Céret-Carpentier, Douai, 1871, 28 p. disponível em Gallica
- Lettre aux électeurs, Folloppe, Flers, 1873, 31 p. disponível em Gallica
- Discours : deuxième délibération sur le projet de loi électorale : à l'Assemblée Nationale, le / prononcé par M. de Marcère, Paris, Publications législatives (libr.), Wittersheim et Cie, 1875, 39 p.
- Discours prononcé à Maubeuge:, Paris, Dupont, 1879, 43 p.
- Lettre de M. de Marcère, L'Écho du Nord.
- Conférence au profit de la ligue contre l'athéisme, le : De l'idéal et de la politique, Paris, Mouillot, 1889, 13 p.
- Discours prononcé dans la discussion du projet de loi sur les dépenses ordinaires de l'instruction primaire publique et les traitements du personnel de ce service, Paris, Mouillot, 1889, 19 p.
- Discours prononcé au Sénat le, Paris, Mouillot, 1891, 20 p.
- Discours, Paris, Dupont, s.d., 24 p.
- Discours prononcé aux assises de « la Pomme » : à Honfleur le, Flers, Lévesque, 1898, 10 p.
- Discours : Distribution des prix du Lycée d'Alençon 1898-1899, Flers, Lévesque, 1899, 12 p.
- Assemblée générale de « La Patrie française » : discours du, Paris, s.n., 1905, 32 p.

### Trabalhos universitários
- Des actes juridiques entre époux, Thèse : Université de Caen, 1849.